# Veggiano
Veggiano (velenceiül Vejan) település Olaszországban, Veneto régióban, Padova megyében. Lakosainak száma 4817 fő (2023. január 1.). Veggiano Cervarese Santa Croce, Mestrino, Saccolongo, Grisignano di Zocco és Montegalda községekkel határos.

## Népesség
A település lakossága az elmúlt években az alábbi módon változott:
| Lakosok száma | 4719 | 4765 | 4817 |
|               | 2017 | 2018 | 2023 |